# Władysław Segda
Władysław Hipolit Segda (* 23. Mai 1895 in Przemyśl; † 1994 in Edinburgh) war ein polnischer Fechter.
Władysław Segda war Offizier der polnischen Armee und startete als Säbelfechter bei den Olympischen Spielen, 1928, 1932 und 1936. 1928 in Amsterdam errang er mit der Mannschaft (Adam Papée, Tadeusz Friedrich, Kazimierz Laskowski, Aleksander Małecki und Jerzy Zabielski) Bronze, ebenso 1932 in Los Angeles (mit Friedrich, Papée, Leszek Lubicz-Nycz, Władysław Dobrowolski und Marian Suski). 
Im Zweiten Weltkrieg diente Major Segda als polnischer Soldat in Schottland. Dort blieb er nach dem Krieg und unterrichtete an der University of Edinburgh und in Glasgow Fechten.
Seine Enkelin ist die bekannte polnische Schauspielerin Dorota Segda.